# Estudio de Vicentini en armadura
Estudio de Vicentini en armadura (nombre original en francés: Etude de Vicentini en Armure)  es un cuadro del pintor francés Eugène Delacroix datado aproximadamente cerca de 1825 a 1826. Es un Óleo sobre tabla y mide 24.5 x 19 cm. El cuadro perteneció al duque de Treviso y posteriormente a Robert Lebel; después fue adquirida por el Museo Soumaya.

## Descripción de la obra
En este cuadro, según una carta de Delacroix del 16 de junio de 1826, la persona retratada es Sebastiano Vicentini, quien fue modelo del artista y su ayudante en el taller de pintura. Vicentini porta una armadura que cubre todo su torso y parte de sus piernas; a su costado derecho se encuentra una espada que parece estar sujeta a su cintura. El personaje se encuentra recargado sobre una estructura, rotando su cuerpo, lo cual se acentúa por su cabeza que se encuentra mirando hacia el lado izquierdo.
La pintura también destaca por el color rojizo que prevalece en todo el cuadro, habiendo variantes tonales de dicho color, además del uso de negros y blancos para crear luces y sombras.